# Filistei

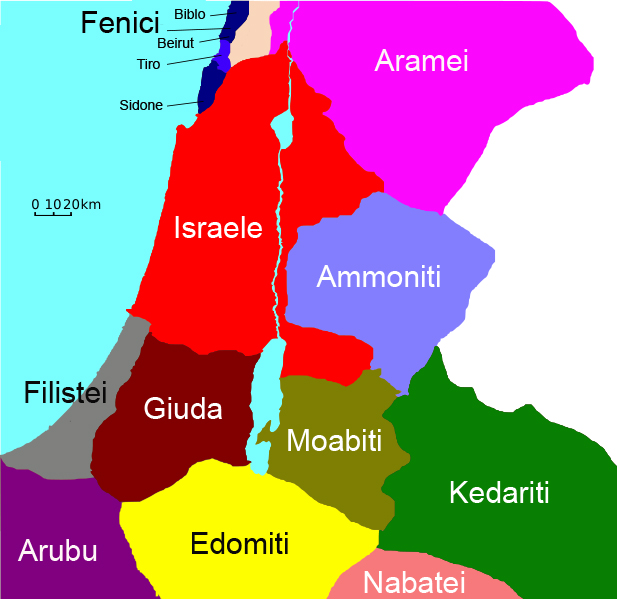
Mappa della Palestina nell'800 a.C. secondo la Bibbia

I Filistei (arabo فلستيون filastiyyūn; ebraico פְלִשְׁתִּים pelištīm, dal verbo פָלַשׁ palash, "intrudere" o "invadere" ) furono un antico popolo del bacino del Mediterraneo che abitò la regione litorale della terra di Canaan, pressappoco fra l'attuale capitale dello Stato di Palestina, Gaza e Tel Aviv (gli archeologi hanno messo in luce a nord di questa città, nel sobborgo di Tell Qasile, le rovine d'una città filistea).
Da loro prende il nome dello Stato della Palestina.

## Origini

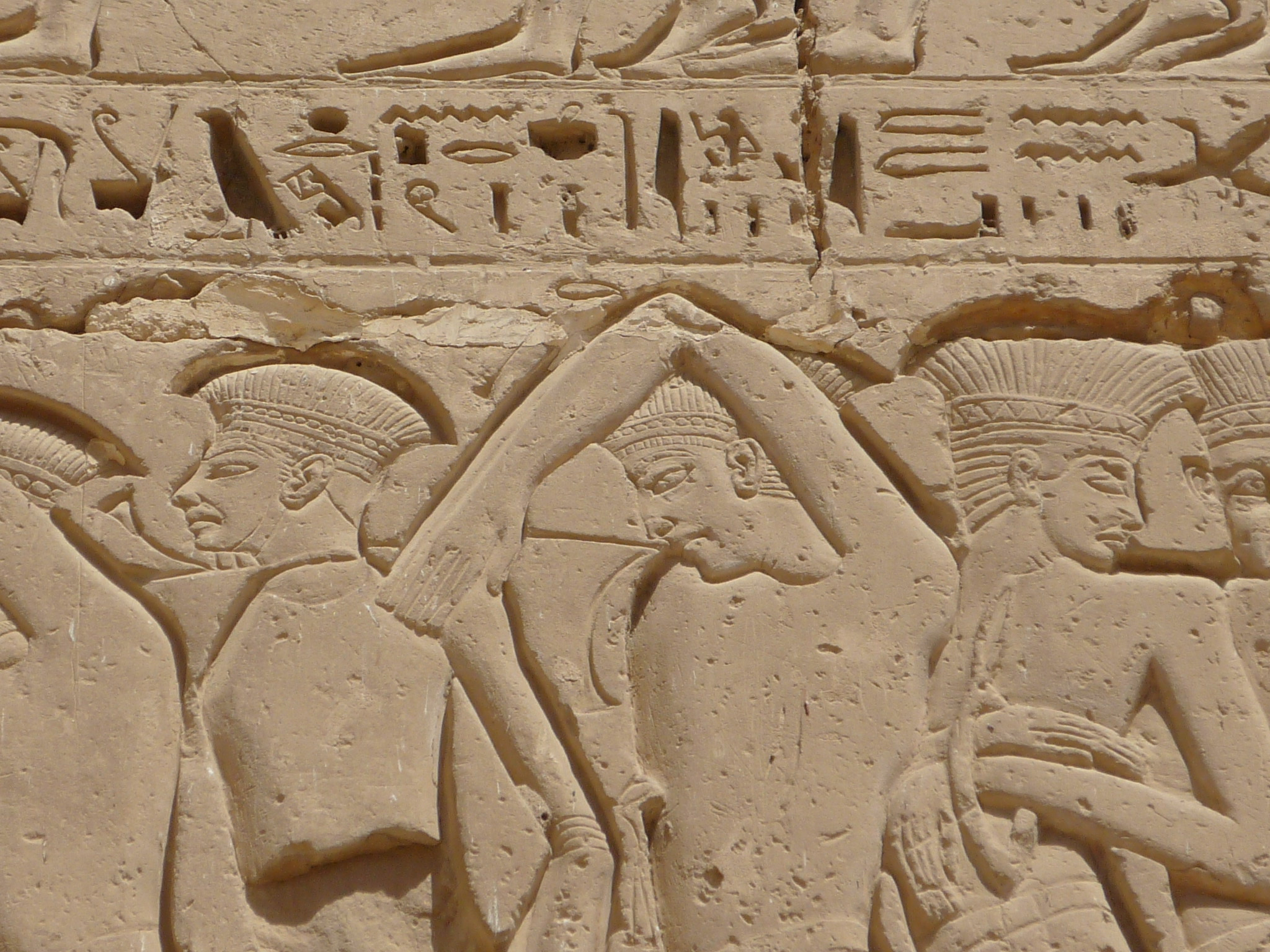
Bassorilievo che rappresenta prigionieri filistei, sulla facciata del secondo pilone del tempio funebre di Ramesse III.

I Filistei furono una popolazione che si stanziò attorno al 1200 a.C. nella regione storica della Palestina (al tempo sarebbe stata nota come una regione meridionale di Canaan), appena a sud del neoformato Regno Unito di Israele; alcune ricerche archeologiche indicherebbero che la loro popolazione nel XII secolo potesse ammontare a 25000 individui e che fosse diventata di 30000 nel secolo successivo.
Archeologicamente potrebbero essere identificati con il popolo dei Peleset, citato nelle iscrizioni egiziane di Medinet Habu tra i Popoli del Mare che attaccarono l'Egitto durante il regno del faraone Ramses III, circa nel 1177 a.C. Un consistente indizio della loro origine egea sarebbe l'elmo piumato e le armi di tipo acheo, da loro indossate nelle raffigurazioni.
La stessa Bibbia sottolinea la diversità etnica dei Filistei rispetto al popolo d'Israele: nel libro del profeta Amos, i Filistei sarebbero originari di "Kaftor", un territorio che la maggior parte degli studiosi moderni assimilerebbe alla "Keftiu" dei geroglifici egiziani di Amarna, e cioè all'isola di Creta. Nel 1966, infatti, l'archeologo tedesco Elmar Edel ha pubblicato alcuni testi del tempio del faraone Amenofi III che localizzerebbero in Keftiu le città cretesi di Cnosso, Festo e Amnisos e, in altre aree vicine, la città di Micene e l'isola di Citera. Anche nel testo ebraico del libro di Geremia, i Filistei sarebbero indicati come "popolo di Cretesi" e i "superstiti di Kaftor". L'identificazione è resa certa da Amos 9:7 ed Ezechiele 25:16, che usa il termine "Cretei" nel corso d'un oracolo di maledizione contro i Filistei. Tuttavia, il fattore decisivo che dimostra archeologicamente l'origine egea, o – molto più probabilmente – micenea, dei Filistei è il rinvenimento, nelle aree oggetto di scavo, di ceramica importata del tipo definito del tardo Miceneo IIIb negli strati precedenti al 1200 a.C. e la produzione in loco della ceramica micenea del tipo IIIc (submicenea) negli strati successivi.

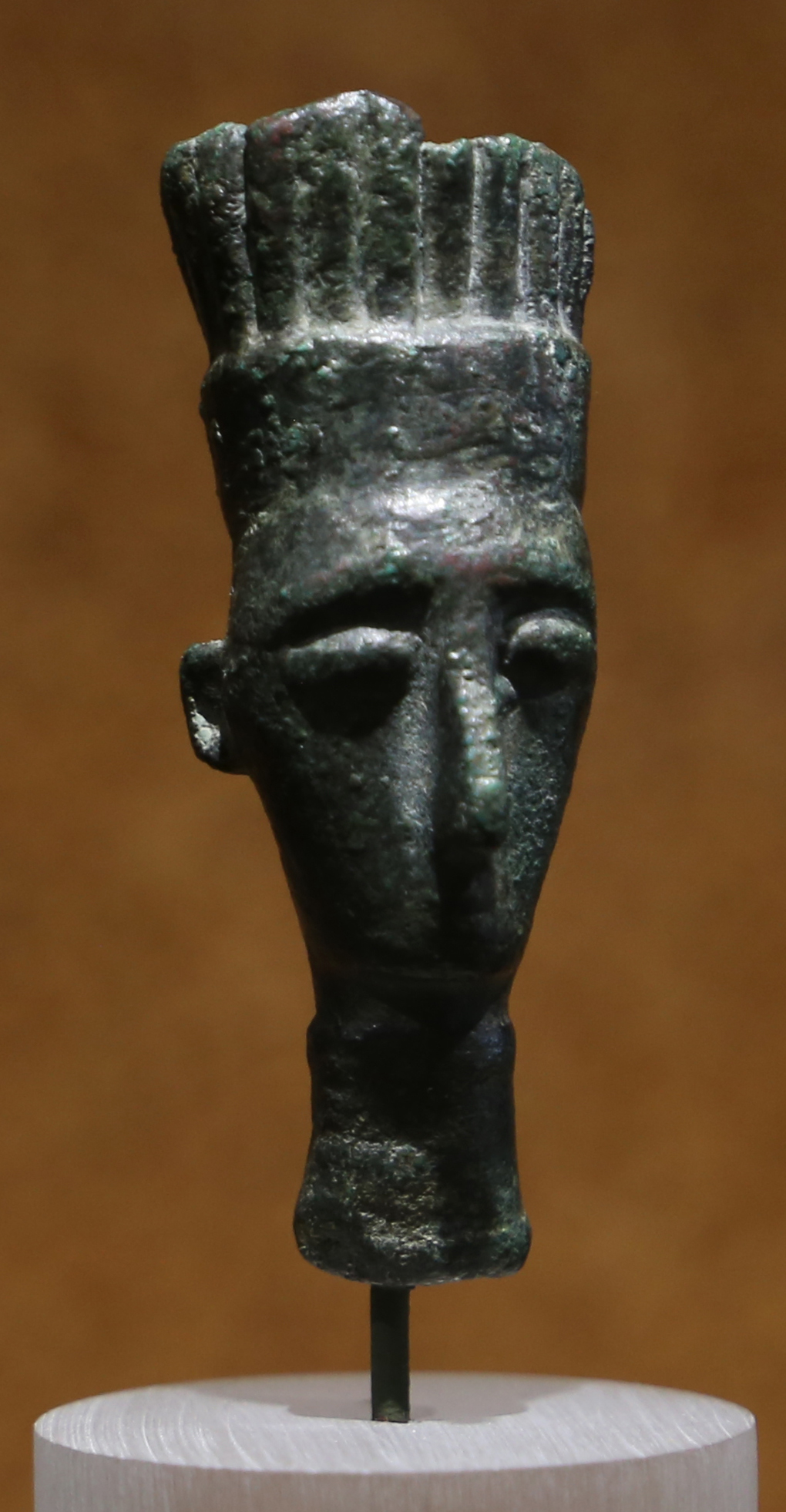
Bronzetto nuragico da Decimoputzu raffigurante il Sardus Pater, con un copricapo piumato simile a quello dei Peleset/Filistei

Un'opera egiziana redatta intorno al 1100 a.C., l'onomastico o "insegnamento di Anememope", documenta la presenza dei "Peleset" sulla costa palestinese, nei luoghi che la Bibbia descrive come abitati dai Filistei. Dopo la sconfitta subita dal faraone Ramses III, infatti, questi ultimi, insieme ad altri Popoli del Mare, sarebbero stati autorizzati a stanziarsi in tale territorio, comunque sottoposto al dominio egiziano.
Giovanni Garbini, il biblista che sostiene maggiormente l'importanza del popolo filisteo nel bacino del Mediterraneo dell'età del bronzo finale, giunge ad affermare che, a suo parere, «per circa due secoli (l'XI e il X a.C., n.d.r.) il Mediterraneo fu probabilmente un mare in gran parte filisteo». Garbini è del parere che i rinvenimenti di ceramica submicenea sul suolo italiano (Frattesine, Torcello, Campo di Santa Susanna presso Rieti, vari siti della Sardegna e della Sicilia, ecc.) dimostrerebbero la diffusione, in età protostorica, della cultura filistea nella penisola italiana e nelle isole. Da non sottovalutare le affinità con alcuni guerrieri riprodotti nei bronzetti sardi, iconograficamente simili ai guerrieri Peleset raffigurati nelle testimonianze egizie.
Sebbene i Filistei abbiano adottato molto rapidamente la cultura e la lingua dei Cananei, una loro origine indoeuropea è stata suggerita sulla base delle pochissime parole della lingua filistea originaria sopravvissute, che mostrano radici indoeuropee.
Dopo l'abbandono della loro lingua originaria, i Filistei parlarono una lingua cananaica (gruppo appartenente alle lingue semitiche e che comprendeva diverse lingue della regione, tra cui il fenicio e l'ebraico); dopo la perdita dell'indipendenza adottarono, come tutte le popolazioni dell'Israele antica, l'aramaico, non distinguendosi più dal resto dell'area nella successiva evoluzione linguistica.
Lo scoppio della terza guerra giudaica (Rivolta di Bar Kokhba, 132-135) si concluse con la costituzione della provincia di Syria Palaestina, la distruzione di Gerusalemme e l'edificazione, al suo posto, della colonia di Aelia Capitolina, così chiamata in onore dell'imperatore Adriano.

## Istituzioni

### Strutture politiche
Si usa parlare di "Pentapoli filistea" per indicare il gruppo di cinque città-stato filistee più importanti (almeno secondo il giudizio della Bibbia), situato lungo il litorale e nell'immediato entroterra.
Benché la Bibbia collochi questa strutturazione politica all'epoca dei Giudici (XIII secolo a.C.), è più probabile che essa registri una situazione molto più recente, com'è dimostrato dal fatto che l'archeologia ha scoperto che il sito di Ekron si è sviluppato pienamente solo a partire dal VII secolo a.C.
Il termine filisteo per "re" preservatoci dalla Bibbia, seren (plurale seranim), è una delle poche parole filistee superstiti, ed è stato messo in collegamento etimologico col termine greco tyrannos ("re"): è uno degli indizi che sostengono l'origine indoeuropea dei Filistei.

### Esercito
I Filistei riuscirono ad avere la meglio sulle popolazioni cananee ed israelite grazie all'adozione di armi in ferro, mentre i loro nemici avevano ancora armi di bronzo.
La Bibbia conserva una memoria di questo periodo di predominio politico ed economico, reso possibile dalla superiorità tecnologica, in 1 Samuele 13:19-21:
(19) Allora non si trovava un fabbro in tutto il paese d'Israele: "Perché – dicevano i Filistei – gli ebrei non fabbrichino spade o lance".
(20) Così gli Israeliti dovevano sempre scendere dai Filistei per affilare chi il vomere, chi la zappa, chi la scure o la falce.
(21) L'affilatura costava due terzi di siclo per i vomeri e le zappe ed un terzo l'affilatura delle scuri e dei pungoli.
Nelle rappresentazioni egizie dei popoli del Mare, i guerrieri Filistei indossano elmi con cimieri piumati, possibili corazze di bronzo, o comunque rinforzate da elementi in bronzo, scudi tondi di stile Egeo, spade e lance di varie fattezze probabilmente anche in ferro.
Secondo la Bibbia, al termine di queste guerre il regno israelitico riuscì a sconfiggere i Filistei. Ma se fu vero che il neonato regno israelitico riuscì ad eliminare il dominio filisteo sull'entroterra, d'altro canto, come la stessa Bibbia attesta, le città-stato filistee non persero né la loro indipendenza né il controllo sul territorio costiero fino all'epoca della conquista assira.

### Economia
L'economia dei Filistei si basava sulla produzione di prodotti mediterranei, come grano, vino ed olio (quest'ultimo attestato dal rinvenimento di stabilimenti di produzione dotati di macine in pietra) e sull'artigianato (tessile, metallurgico del ferro, ceramico).
Paradossalmente, nonostante la posizione affacciata sul mare, il commercio marittimo non sembra avere avuto un ruolo di rilievo, forse per la concorrenza meglio organizzata dei fenici.
Tuttavia, sotto gli assiri, Gaza fiorì come porto terminale delle "carovane del deserto" provenienti dall'Assiria.

## Cultura

### Religione
Quando i Filistei, fondendosi con la popolazione cananea preesistente, ne adottarono il pantheon, scelsero (come tutti i popoli loro vicini) una divinità in particolare quale loro "dio nazionale": Dagon, il padre di Baal.
Questa divinità, denominata Ba' al Zəbûl, Il signore della Soglia (dell'Aldilà), è entrata a far parte della mitologia ebraica, cristiana ed islamica con il nome con cui la definisce la Bibbia, tramite uno sprezzante gioco di parole: Ba' al Zebub, "Il signore delle mosche". 
Da qui deriva il nome dell'entità diabolica suprema: Belzebù, uno dei "sette prìncipi dell'Inferno", identificato anche dalla tradizione cristiana come un demone.
La Bibbia parla di un tempio dedicato a Dagon ad Ekron (a soli 35 km da Gerusalemme), descrivendolo come un tempio cananeo puntellato da due pilastri centrali. La narrazione biblica descrive infatti l'atto di Sansone che, ottenuta da Yahweh una forza sovrumana, abbatte i due pilastri, provocando il crollo dell'intero tempio. 
Sansone muore schiacciato assieme ai Filistei presenti nel tempio di Dagon. Da qui il celebre detto "Muoia Sansone con tutti i Filistei".

### Arte
In campo artistico, i Filistei produssero ceramiche rosse e nere con decorazioni a carattere geometrico o stilizzate. Altri capolavori filistei sono statuette in terracotta raffiguranti Astarte conservate al museo di Gerusalemme.

## Storia

### Età biblica

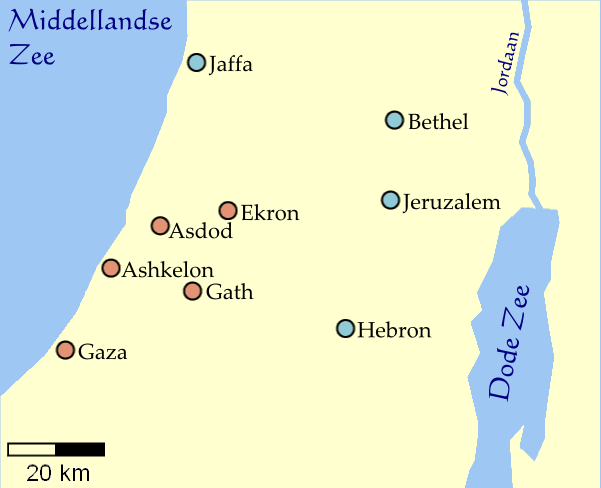
In rosso, le cinque città che, in epoca storica, costituivano la "pentapoli filistea".

Secondo la narrazione della Bibbia, verso il 1150 a.C., gli israeliti entrarono in conflitto con i Filistei dopo aver conquistato già la maggior parte del Paese di Canaan ma, non riuscendo a sconfiggerli, si stabilirono più a nord sulle terre dei Cananei.
Da indizi contenuti nella stessa narrazione biblica si evince come in realtà i Filistei, oltre a controllare saldamente il litorale da Gaza all'attuale Tel Aviv, abbiano esercitato una sorta di protettorato sull'altipiano e l'entroterra. L'archeologia conferma del resto che all'epoca in cui la Bibbia colloca il re Davide, il secolo X a.C., oggetti di produzione filistea erano sempre più diffusi sull'altipiano abitato dagli israeliti.

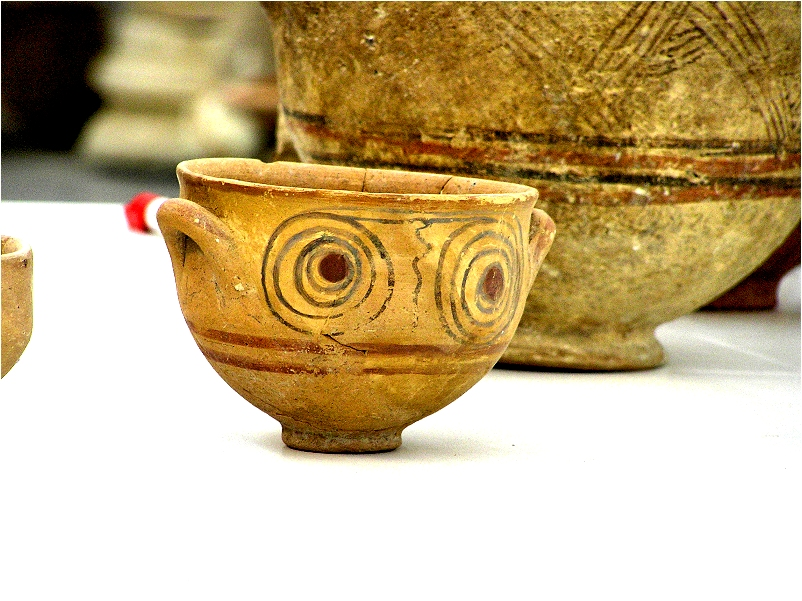
Ceramica filistea

La Bibbia stessa racconta del futuro re Davide, che dovette servire come mercenario nelle truppe di un sovrano filisteo Achis di Gat, e delle sconfitte inflitte agli Israeliti dai Filistei, una delle quali - sempre secondo la narrazione biblica - li portò a catturare addirittura l'Arca dell'Alleanza e ad esporla come trofeo nel tempio di Dagon.
Sempre secondo la narrazione della Bibbia dal 1080 a.C. al 931 a.C., sotto la guida del re Saul prima e del re Davide poi, gli Israeliti dapprima contennero e poi sconfissero i Filistei sull'altipiano. 
La storia di Davide che sconfigge il leader gittita Golia simboleggia letterariamente la sconfitta finale dei Filistei, la quale impedì l'invasione d'Israele da parte di essi, ma non la loro esistenza. Ciò fino alla loro sconfitta da parte degli Assiri di Tiglatpileser III, nel 732 a.C.
Da questo momento i Filistei condivisero il destino dei popoli sottoposti all'impero assiro.
La Bibbia menziona ancora i Filistei in Ezechiele 25:16, Zaccaria 9:6, e 1 Maccabei 3–5, cosa che dimostra l'esistenza di un qualche tipo di loro identità ancora in epoca neo-babilonese.
Comunque, entro la fine del V secolo a.C. la fusione dei Filistei con le popolazioni locali era ormai conclusa. Assieme a queste popolazioni i discendenti dei Filistei da un lato subirono il processo di ellenizzazione, e dall'altro furono in gran parte convertiti a forza all'ebraismo dagli Asmonei, scomparendo definitivamente dalla storia in questo duplice processo di assimilazione.

### Età post-biblica
Alcuni secoli dopo la scomparsa dei Filistei, l'imperatore romano Adriano ribattezzò la Giudea come Palestina (con il nome degli antichi nemici degli ebrei) per vendicarsi della rivolta giudaica (135 d.C.): "Palaestina" è la forma "romanizzata" dell'antica denominazione biblica "Filistia"; deriva dal termine Peleshet, che significa "terra dei Filistei". Il nome "Filistia" era tuttavia un toponimo già noto, introdotto da Erodoto e già utilizzato dai Greci.

## Studi genetici
Uno studio pubblicato nel 2019 su scheletri trovati ad Ascalona condotto da un team interdisciplinare di studiosi del Max Planck Institute for the Science of Human History e della Leon Levy Expedition ha scoperto che i resti umani trovati ad Ashkelon, identificati come "Filistei" vissuti nell'età del Ferro, derivavano la maggior parte della loro ascendenza dal bacino genetico locale levantino, ma con una certa quantità di DNA derivato anche da una fonte proveniente dall'Europa meridionale. Il dato genetico conferma così le precedenti testimonianze storiche e archeologiche di un evento migratorio dall'Europa meridionale, ma che non avrebbe lasciato un impatto genetico di lunga durata nella popolazione della regione.

## Significato odierno
In senso figurativo il termine filisteo sta ancora oggi, soprattutto nei Paesi di area anglosassone, ad indicare una persona meschina, conformista, gretta, dominata dall'interesse economico. In questo senso il termine fu adoperato la prima volta nel XVII secolo dagli studenti tedeschi per indicare il ceto borghese.